# Réserve naturelle de Ramstadslottet
La réserve naturelle de Ramstadslottet  est une réserve naturelle norvégienne qui est située dans les municipalités de Rælingen et Lørenskog, dans le centre de la zone forestière d'Østmarka, dans le comté d'Akershus. La municipalité d'Oslo est devenue propriétaire de la zone forestière en 1965, et la zone était déjà administrativement protégée.

## Description
Le but de la conservation est de préserver une forêt de conifères représentative dans la région orientale avec une grande variation dans la topographie et la végétation forestière, avec toute la vie végétale et animale naturelle. La région est vallonnée et s'étend de 220 mètres d'altitude jusqu'à Barlindåsen à 398 mètres d'altitude, où il y a des pins qui ont environ 300 ans.
Au sein de la réserve naturelle de la colline de Ramstadslottet (398 m), trois biotopes clés ont été enregistrés, qui sont particulièrement importants pour la diversité biologique car ils contiennent des types d'habitats, des éléments clés ou des espèces rares dans le paysage. La faune est abondante dans la réserve. En plus des orignaux et des chevreuils, il y a aussi des castors et des lynx, et parfois des loups. 
Dans la réserve se trouve le lac Blåtjern, avec de bonnes conditions pour la baignade et la pêche.

## Galerie

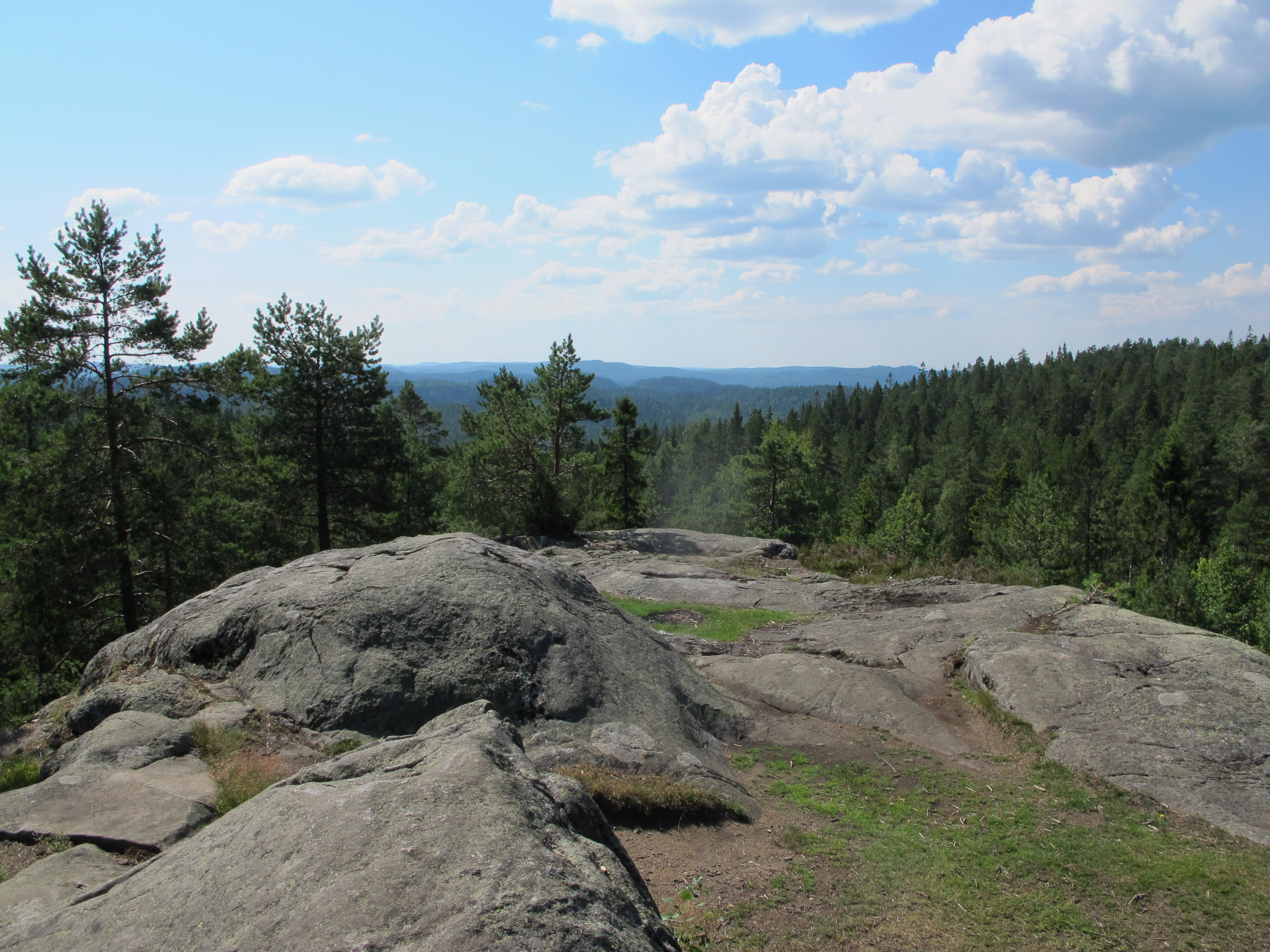
ramstadslottet
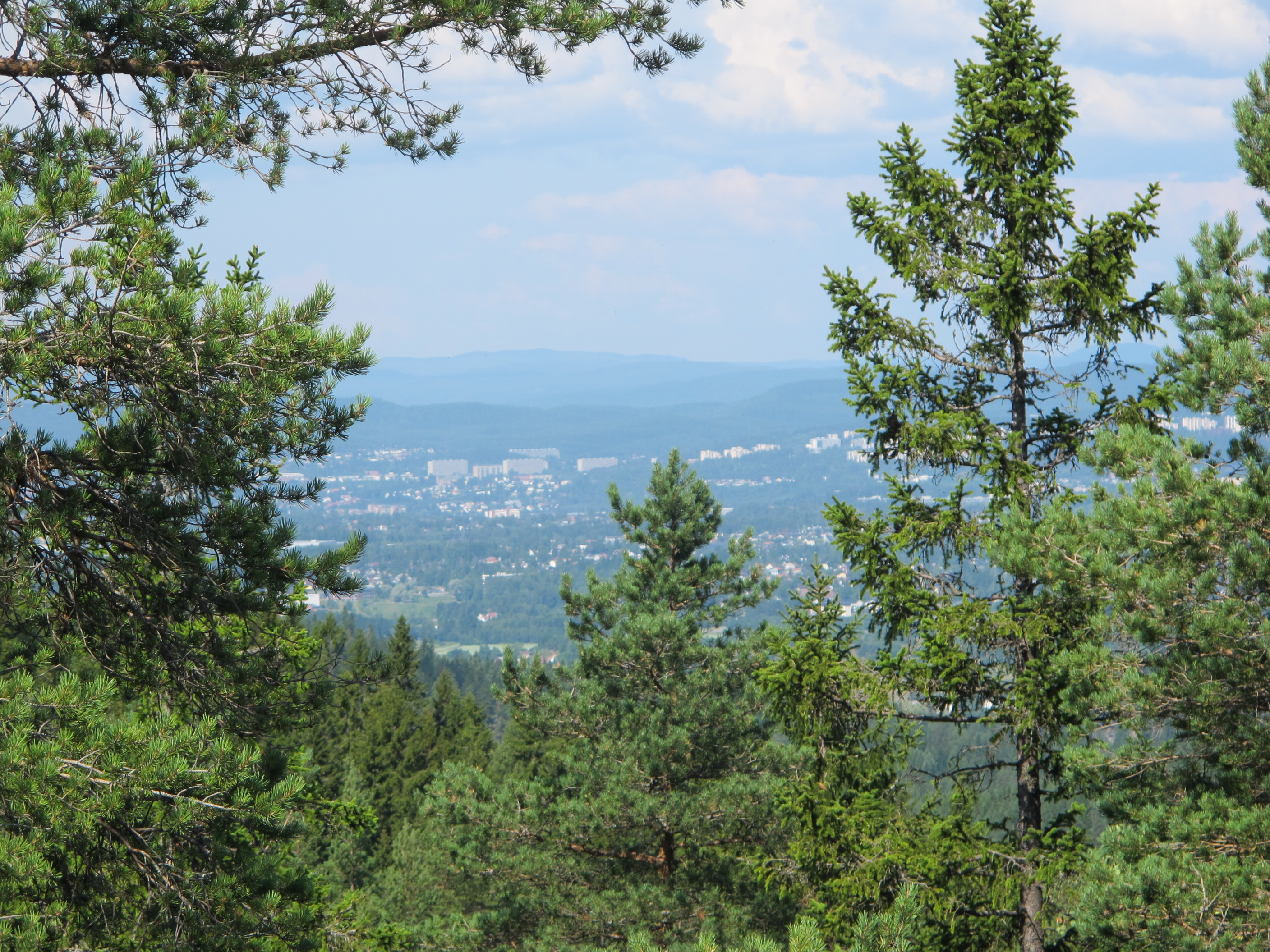
Forêt mixte